# Ascendant en descendant
De Ascendant is in de astrologie het punt van de dierenriem dat op het moment van een geboorte aan de oostelijke horizon staat. Formeel is de ascendant het snijpunt van horizon en ecliptica. In het spraakgebruik wordt vaak het hele dierenriemteken waarin dit snijpunt valt als ascendant gezien. Er wordt dan ook naar verwezen als "het rijzende teken". In iemands geboortehoroscoop zou het te maken hebben met uiterlijke kenmerken en de  manier waarop de persoon zich aan de buitenwereld toont. 

## Horoscooptekening
Let wel dat de horoscooptekening altijd 'gespiegeld' is omdat het zuiden boven ligt, zodat de oostelijke horizon en de ascendant links te vinden is.

Horoscoop voor 10 juni 2006 om 1:00 PM in Cumberland, Maryland, Verenigde Staten.
Er is met een systeem van gelijke huizen gewerkt.
Horoscoop met de 12 huizen, 10 planeten, noordelijke maansknoop, gelukspunt.
Aan de buitenrand de symbolen van de tekens.
De ascendant (Asc) zie je links, MC, het hoogste punt van de Zon 's middags, is steeds bovenaan.
Zon staat in Tweelingen
Maan staat in Boogschutter
Ascendant in Maagd
Het elfde huis valt in Leeuw
In Leeuw zijn Mars en Saturnus conjunct (naast elkaar)

In een horoscoop(tekening) begint het eerste huis in de ascendant. Het teken tegenovergesteld aan de ascendant is de descendant. In de horoscoop rechts wordt de ascendant zoals gebruikelijk is met "ASC" aangeduid en valt in het voorbeeld in het teken van Maagd, terwijl de descendant in Vissen valt. 
In de astrologie is de descendant het punt recht tegenover of 180 graden verwijderd van de ascendant. De descendant vormt de cusp (het beginpunt) van het zevende huis van de horoscoop en verwijst naar partners of relaties. De descendant wordt geregeerd door het zevende teken van de dierenriem, Weegschaal, en diens heersende planeet, Venus. Het teken van het zevende huis geeft volgens astrologen informatie over het type van mensen tot wie iemand zich het meest aangetrokken voelt, waar men goed mee opschiet en met wie men mogelijk een liefdesrelatie begint. Dit is echter ook afhankelijk van andere aanwijzingen in de horoscoop.